# Paracentristis incommoda
Paracentristis incommoda är en fjärilsart som beskrevs av Edward Meyrick 1934. Paracentristis incommoda ingår i släktet Paracentristis och familjen Crambidae. Inga underarter finns listade i Catalogue of Life.